# Laura Martí
Laura Martí és una cantant catalana. Intentà, amb la col·laboració de Frank Dubé, portar la llengua catalana al camp de la música per a discoteques. Dins d'aquest registre, publicà el maxi-SG De què vas? (1988) i els àlbums Pell d'asfalt (1989) i Dona'm festa (1991).